# Gymnostachyum kwangsiense
Gymnostachyum kwangsiense är en akantusväxtart som beskrevs av Hsien Shui Lo. Gymnostachyum kwangsiense ingår i släktet Gymnostachyum och familjen akantusväxter. Inga underarter finns listade i Catalogue of Life.